# Dotterweber
Der Dotterweber (Ploceus vitellinus), auch Dottergelber Weber genannt, ist eine Vogelart aus der Familie der Webervögel (Ploceidae). Die Art, die in der Haltung sehr friedlich ist und bald sehr zutraulich wird, wird in Europa gelegentlich als Ziervogel gehalten.

## Beschreibung
Der Dotterweber erreicht eine Körperlänge von 14 Zentimetern. Schnabel und Gesicht des Männchens sind schwarz. Der Nacken und die Kehle zeigen teils rostfarbene Flecken. Die Schwingen und der Schwanz sind grau bis schwarz. Das Weibchen ist deutlich schlichter gefärbt und oberseits olivengrüngelb und schwärzlich längsgestreift. 
Der Dotterweber bildet meistens keine großen Brutkolonien. Das Nest ist oval; es weist keine Einflugröhre auf. Das Gelege besteht aus zwei bis drei Eiern. 
Das Verbreitungsgebiet des Dotterwebers reicht vom Senegal über den afrikanischen Kontinent hinweg bis zum Süden Äthiopiens, nach Somalia und den Norden Tansanias. Der Lebensraum ist die Dornbuschsavanne. Außerhalb der Brutzeit ist er häufig in größeren Schwärmen zu beobachten.